# Mangañiga Mario Joao
Mangañiga Mario Joao, röviden Marito (1979. január 26. –) mozambiki válogatott labdarúgó. 189 centiméter magas és 83 kilogramm súlyú.

## Pályafutása
Marito 2003-ban mutatkozott be a mozambiki válogatottban. 2005. március 2-án került a Budapest Honvéd csapatához. Piero Pini többségi tulajdonos igazolta le, három másik mozambiki válogatottal együtt. Mivel Pininek már volt néhány vitatott igazolása, – a sportlap csak "fenomeno"-nak nevezte őket – mint például Michal Silhavý, Max Oraze, Marcel Horký és Zoran Sztamenics, a közvélemény kétkedve fogadta a mozambikiakat is. Marito 10 alkalommal játszott már a mozambiki válogatottban. A Borsodi Liga nevű magyar labdarúgó-bajnokságban 2005. március 12-én, szombaton mutatkozott be a Debrecen ellen. A DVSC 2-0-ra győzött, Marito végigjátszotta a mérkőzést. Bár néha nagyot hibázott, a meccs sorsa nem rajta múlott. A következő fordulóban, március 20-án a Honvéd 2-1-re verte a Pécset, Marito ezúttal is végig játszott ( és vele együtt két mozambiki csapattársa, Mano Mano és Genito ). A 18. fordulóban, a Honvéd-ZTE 1-3-on viszont már nem játszott, sőt egyetlen afrikai se. Április 2-án, a Békéscsaba ellen sem jutott lehetőséghez a játékos, de a csapat gyenge játékkal 3-0-ra kikapott.
Április 6-án a Magyar Kupában a Honvéd-Fehérvár FC meccsen Marito újból a kezdőben volt, viszont háromszor is a saját háta mögé rúgta a labdát. A 27. percben lecserélték, többet nem játszott a nagycsapatban. A Diósgyőr FC elleni 1-5-be már belebukott az edző, Szurgent Lajos, utódjának, Gergely Károly pedig nem tartott igényt Maritóra.
Marito 2005 nyarán távozott a csapatból, hazatért Mozambikba, ahol 2006 áprilisában még egyszer szerepelt a válogatottban.

## Mérkőzései a mozambiki válogatottban
| #  | Dátum               | Ellenfél                  | Eredmény | Kiírás                                      | Esemény |
| -- | ------------------- | ------------------------- | -------- | ------------------------------------------- | ------- |
| 1. | 2002. szeptember 9. | Közép-afrikai Köztársaság | 1 – 1    | 2004-es afrikai nemzetek kupája (selejtező) |         |
| 2. | 2002. október 13.   | Kongó                     | 0 – 3    | 2004-es afrikai nemzetek kupája (selejtező) |         |